# Pickstown
Pickstown est une municipalité américaine située dans le comté de Charles Mix, dans l'État du Dakota du Sud. Selon le recensement de 2010, Pickstown compte 201 habitants.

## Géographie
Pickstown est située dans le sud du Dakota du Sud, à proximité du Nebraska. Elle est desservie par la U.S. Route 18. Baignée par le Missouri, la municipalité s'étend sur 0,65 milles carrés (1,68 km2).

## Histoire
La localité est fondée dans les années 1940 pour accueillir les ouvriers construisant des barrages sur le Missouri, notamment le barrage de Fort Randall à la sortie du bourg. Elle doit son nom au chef du Corps du génie de l'armée des États-Unis, Lewis A. Pick,.
À son apogée, en 1950, le bourg compte jusqu'à 4 000 habitants et de nombreux commerces. Le barrage est mis en eau par le président Eisenhower en 1954 et de nombreux bâtiments sont alors détruits. Lorsque les employés du Corps des ingénieurs ne sont plus obligés de résider à Pickstown en payant un loyer au gouvernement, de nombreux fonctionnaires quittent à leur tour la ville pour devenir propriétaire dans d'autres communautés comme Lake Andes.
Pendant la guerre froide, Pickstown accueille notamment le personnel d'une station radio de la United States Air Force. Elle devient une municipalité en 1986, après le départ des militaires.
En 2020, la caserne-poste de police de Pickstown est inscrite au registre national des lieux historiques. Construit en 1947, le bâtiment sert également d'hôtel de ville.

## Démographie
Selon l'American Community Survey de 2018, la population de Pickstown est majoritairement blanche (66 %). La ville compte toutefois une importante minorité amérindiens (28 %) et une plus petite communauté hispanophone (5 %).
Elle connaît un taux de pauvreté de l'ordre de 8 %, inférieur à la moyenne nationale. Son âge médian, d'environ 51 ans, est toutefois supérieur de plus de 13 ans à l'âge médian américain.
| 1990 | 2000 | 2010 | - | - | - |
| ---- | ---- | ---- | - | - | - |
| 95   | 168  | 201  | - | - | - |